# Circuito di Nivelles
Il circuito di Nivelles fu un autodromo posto a Nord dell'omonima cittadina nei pressi di Bruxelles, in Belgio.

## Storia e tracciato

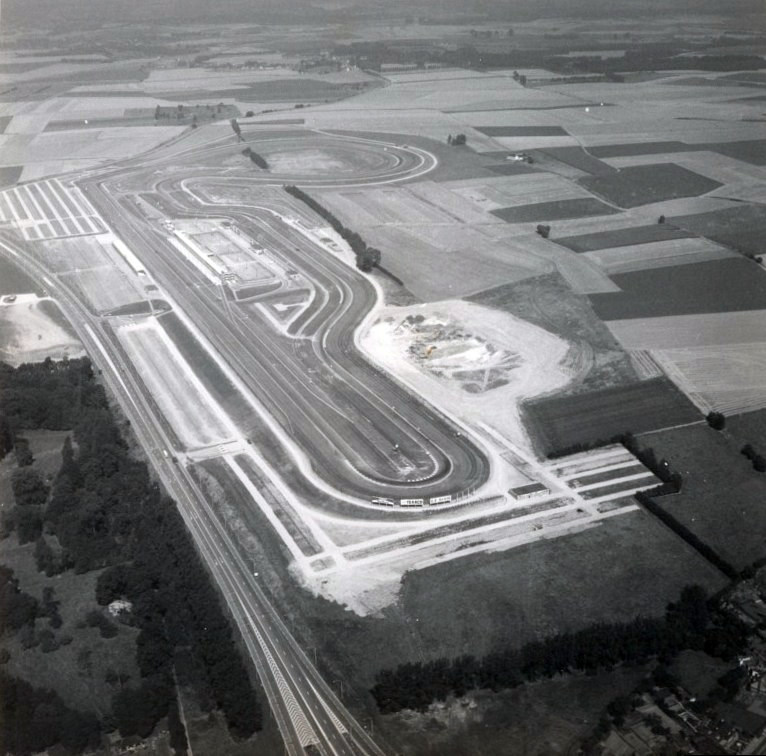
Vista dall'alto del circuito in un'immagine dell'epoca.

Il tracciato, considerato agli esordi moderno e sicuro, avrebbe dovuto ospitare il Gran Premio del Belgio di Formula 1 a rotazione con il circuito di Zolder dato che il circus aveva all'epoca abbandonato la storica pista di Spa-Francorchamps, considerata troppo pericolosa; ma dopo le edizioni del 1972 e del 1974 (entrambe vinte dal brasiliano Emerson Fittipaldi), già nel 1976 Nivelles dovette rinunciare per problemi economici. Successivamente venne giudicato troppo pericoloso per le gare automobilistiche, mentre le competizioni motociclistiche vi continuarono fino al 1981, quando decadde l'omologazione per corrervi e nessuna gara venne più disputata.
Negli anni 90 del XX secolo la struttura venne utilizzata solo per delle corse clandestine, fino a quando venne del tutto smantellata per costruirvi al suo posto un complesso commerciale, Portes de l'Europe-Nivelles business park, che utilizza parte del vecchio tracciato come strada interna (Avenue Jean Monet, Avenue Robert Schuman e Rue Maurice Faure).

## Albo d'oro della Formula 1
| Anno | Pilota             | Scuderia     |
| ---- | ------------------ | ------------ |
| 1972 | Emerson Fittipaldi | Lotus-Ford   |
| 1974 | Emerson Fittipaldi | McLaren-Ford |